# 0
文字 0 によって表されるものは、おもに「何もないこと」に対応する基数（自然数）であり、1 の直前の序数（順序数）であって、最小の非負整数である。また、−1 の次の整数でもある。零（れい、ぜろ）、ゼロ（伊: zero）、セロ（西: cero）、ヌル（独: Null）、ノート（英: nought）、ニヒル（羅: nihil）などと読まれる。また、文字の形状から、稀にまるあるいはオーなどのように呼ばれることもある。なお、日本の通話表においては、0 は「数字のまる」と送られる。
数としての 0 は、整数環、実数体（あるいはさらに一般の数からなる代数系 ）における加法単位元であるという性質をもっている。文字としての 0 の使用は位取りによる記数法の桁揃えに役立つ。

## 数としての 0
0 は 1 の直前の整数である。多くの数体系で 0 は負の概念よりも前に同定され、負の概念は 0 よりも小さいものとして理解される。0 は偶数である。0 は正の数でも負の数でもない。0 を自然数とする定義もあり、その場合自然数と正の整数は同義ではない。
0は数量が空っぽであることを意味する数である。兄弟が0人いるというのは兄弟がひとりもいないことを意味し、重さが0であるというのは重さが無いことを表す。あるいは二つの砂山の砂粒の数の差が0であるということは、その二つの砂粒の数の差がないことを意味する。
数を数えはじめるまえは、ものが0個であると仮定することができる。つまり、最初のものを数え始めるまでは0で、最初のものを持ってきてはじめて1であると勘定することになる。ほとんどの歴史学者をはじめ世界中の人々はグレゴリオ暦やユリウス暦から紀元0年を除いて考えるが、天文学者などは計算上不都合があるため暦に紀元0年を含めて考える。また、（紀元）0年という文言は、時間における新しい起点となりうる、非常に意義深い出来事を記述する場合にも用いられることがある。

## 数字としての 0
現代的な数字の 0 は、円、楕円、角の丸い長方形のような形に書かれるのが普通である。最も現代的な書体では 0 は他の数字と高さが同じになるものが普通だが、ノンライニング数字のある書体では、左図のように0の文字の高さが低くなることが多い（x-height）。

電卓やデジタル時計、家電などで見られる7セグメントディスプレイ上では、0 は普通6個の線分で描かれるが、4個の線分で 0 を表すものも古いモデルなどで見られることもある（アルファベットの oとして表示される場合もある形である）。
位取り記数法で用いられる数字の 0 は、数あるいは数値としての 0 とは別物である。位取り記数法における数字の並びは上位の桁の数字がより高い重みを持つので、位取り記数法における数字の 0 は空位を表すのに用いられ、それによって下位および上位の桁の数字に適切な重みを与えることができる。位取り記数法で数字の 0 がいつでも必要というわけではない。たとえば 02 は数としては 2 と同値であるため先頭の 0 は冗長である。
稀に、頭に 0 を付けた数値を付いていない数値と別のものとして扱うことがある。例えばルーレットで '00' は '0' とは別（'0' に賭けたなら玉が '00' に止まっても勝ちにならないし、逆もそう）である。競技者に番号が振られるスポーツなども同様で、例えばストックカーで '07' 番の車は '7' 番の車とは別だと看做される。

### 数字の 0 とアルファベットの O との区別
伝統的に、多くの印刷書体では、似た字体である0と大文字のO（オー）との区別のために、大文字の O を細い楕円形の 0 よりもさらに丸いものにしている。タイプライターではもともと O と 0 の字形を区別しておらず、0 に対してキーを割り当てていないモデルが存在した。これらの字形に区別がはっきりと生じたのは、コンピュータのプログラムのように明確に識別できることが必要になった、現代的な文字表示装置が普及したからである。
中央に点のある 0 が用いられたのは IBM 3270 表示装置の付属文字が最初であろう。この字体は Microsoft Windows でも Andalé Mono 書体に受け継がれている。点の代わりに短い縦棒を用いたものもあり、これは解像度の悪い表示画面ではギリシャ文字の Θ と紛らわしいかもしれないが、Θ が表示可能な文字でなかったりともかくあまり使われないなどの理由で現実的にはそれほど問題となってはいない。
他に、斜線付きゼロ（O を / で串刺しにしたような字形）が初めて用いられたのは、パンチカードやテープに転写する前の手書きコーディングシートにおいてであり、ASR-33 テレタイプのデフォルトのタイプホイールの流れを汲む旧式の ASCII 図形文字集合においても用いられる。この字形は空集合を表す記号 {\displaystyle \scriptstyle \emptyset } あるいは "∅"（Unicodeで U+2205 の文字）や、いくつかのスカンジナビア語群で用いられる Ø とも似ている。CSSでは、OpenTypeフォントのfont-featureタグを用いて、0に斜線を入れることもできる。Unicodeでは、バージョン9.0にて異体字セレクタを用いたシーケンスU+0030（数字0） U+FE00（VS1）で斜線付き0が定義された。
逆に、文字 O に斜線をつけて数字の 0 につけない慣習を支持するのが、著名なIBMユーザーグループの SHARE であり、FORTRAN のプログラムの書式としてこの慣習が IBM によって推奨されている。また、他のいくつかの初期のメインフレームメーカーもこれを支持している。この慣習はスカンジナビア人にとっては二つの文字の衝突を意味するため十分問題含みである。これらの他は、IBM の Algol プログラムの書式をも含め、これとは逆の慣習を支持している。 バロース/ユニシスの画面表示装置には逆斜線つき 0 を備えたものもある。別の慣習として、初期のラインプリンタでは飾りのない 0 を残したものの、大文字の O にはしっぽやひげをくわえて、逆向きの Q や筆記体の大文字 O ({\displaystyle \scriptstyle {\mathcal {O}}}) のように見える字形としたものがあった。とあるタイプ式のプリンタで、0 と O は別の活字になっているのに、あまりに似ていて区別ができないデザインであることに腹を立てた人が、O の活字をヤスリで加工して切れ目を入れてしまった、というエピソードもある。
計算機での使用を目的として設計されたフォントでは、アルファベット O と数字 0 の一方をより丸く他方をより（長方形に近く）角ばらせているものがある。テキサス・インスツルメンツの TI-99/4A 計算機では大文字の O が四角くて数字の 0 が丸いという特徴であったが、これ以外の計算機では逆の選択がなされている。

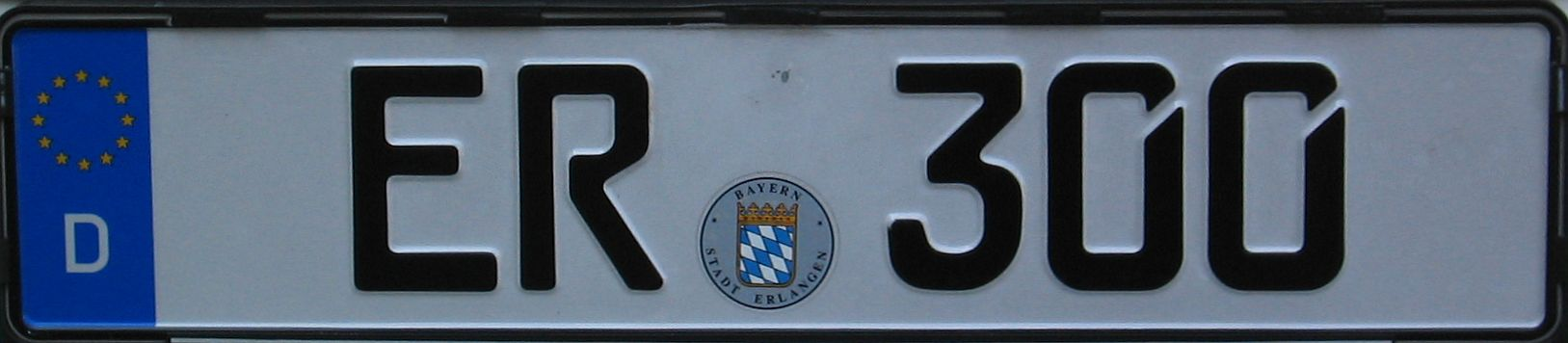
切込み入りの 0 を使ったドイツのナンバープレート

ヨーロッパの大部分では、車輌のナンバープレートの書体でこの方法を部分的に用いて（0 を四角くしたり、0 よりも O のほうを幅広にしたりして）これらの記号を区別しているが、国によってはさらに 0 の右上隅に切込みをいれてより明確な区別をつけているものもある（たとえば、ドイツの車輌ナンバープレートで用いられている変造防止文字 (fälschungserschwerende Schrift) など）。
時には、混乱を完全に避けるために専ら数字の 0 を用いたり逆にまったく用いなかったりすることもある。例えば、サウスウエスト航空で用いられている予約番号では数字の 0 と 1 の代わりに専ら大文字の O と I が使用されているし、反対にカナダの郵便番号や日本銀行券の記番号では 1 と 0 が用いられるのみで、大文字の I と O は使用されていない。

## 歴史

### 前史
紀元前2500年頃のピラミッドの幾何学的な正確性は、古代エジプト人が高度な数学（エジプト数学）を持っていたことを示す。しかし古代エジプトでは数学は主に暦法と土地測量の手法、配分のための計算（エジプト式分数）として発展したため、零の研究は発達せず、それを表す記号もなかった。面積がゼロの土地や0日めのあるカレンダーは無いためゼロは不要であった。
中国では紀元前14世紀以来10進法が用いられ、紀元前4世紀には位取り記数法による筆算を用い、ゼロを空位で表示していた。例えば405は「4、空白、5」とした。なお小数も中国において発明され紀元前より使用されており、16世紀にヨーロッパに伝えられた。
楔形文字を使っていたメソポタミア文明でも、位が 0 であることを示す文字を使い始めたことがわかっている。六十進法を用いたバビロニアの数の表記には、古くは 0 がなく、例えば「62」と「602」は表記が全く同じで、見分けがつかなかった。これは非常に不便であったので、時代が下ると 6 と 2 の間に斜めの楔を並べて、62 と 602 の区別を表すようになった。この文字が人類が最初に 0 を表現した記号とされている。しかし、0 自体を数のうちとして扱ってはいなかった。
古代ギリシャでは高度な数学と天文学が発展したが、ギリシャ数字は計算が非常に面倒だったので、天文学のような大がかりな計算にはバビロニアから伝わった六十進法を使った。最も古い例は130年、プトレマイオスが零と六十進法を用いて計算をした記録がある。ギリシャの数学者はこの方法で時間や角度を計算し、1時間、また角度の1度の1/60を1分、1/60分を1秒とした。しかし整数部分である1時間単位や角度そのものには零を使わず、12時の次は0時ではなく1時であった。ギリシャでは、バビロニアのゼロ記号にはギリシア文字のオミクロン「ο」を当てた。アラビア数字の0と形が似ているが、これはおそらく偶然であったとされる。
アルキメデスは「ある数とある数を足せば、結果は元の数より大きくなる」という「アルキメデスの公理」を定立したが、足しても増えない性質を持つゼロは、この公理上、数ではないことになる。古代ギリシア人は「ο」を単に小数点のような位取りを表す補助記号として使い、数のうちに含めなかった。ギリシア数字にはゼロを示す文字がなく、ギリシャの数体系を継承したローマ数字にもゼロにあたる数字がない。
古代西洋で 0 の概念が受容されなかったのは、その宇宙観によるところが大きかった。アリストテレスの自然論においては「自然は真空を嫌う」とされ（真空嫌悪）、空間は必ず何らかの物質が充満しているとして真空、つまり「無」の存在を認めなかった。またアリストテレスは、宇宙を地球を中心にする球である天球と定義し、有限なものと考えた。この哲学からは「無」と「無限」は認められなかった。
アリストテレス哲学を源流とする「無」と「無限」を否定する宇宙観は中世ヨーロッパに継承され、宗教の一部と化した。17世紀まで、ヨーロッパでゼロや無限を主張することは、キリスト教への冒瀆であり、死刑宣告を意味した。中世ヨーロッパではゼロを悪魔の数字とみなし、ローマ法王により使用が禁じられた。1600年には、宇宙が無限であると主張した修道士のジョルダーノ・ブルーノが、異端の罪で火あぶりの刑にされている。

### 数としての0の確立
位取り記数法を用いていた古代中国で空位として扱われていた0の位置をバビロニアでは記号で表わしていたが、これがインドに伝わったと考えられている。最近になってオックスフォード大学の研究チームが、1881年に現パキスタン国内で発見されたバクシャーリー写本と呼ばれるカバノキの樹皮の巻物の数学書が、これまで考えられていたより500年古い3 - 4世紀頃のものであることを年代測定で特定した。そしてこの巻物に記された黒点が、インドにおける最古の0を表す文字であることになった。
古代インドの数学で数としての「0」という記号の使用が始まったのは、はっきりしていないが5世紀頃とされている。数学者のブラーマグプタは、628年に著した『ブラーマ・スプタ・シッダーンタ』において、0 と他の整数との加減乗除を論じ、0 / 0 を 0 と定義した以外はすべて現代と同じ定義をしている。ゼロは「シューニャ」（ サンスクリット語: शून्य, śūnya。うつろな）と呼ばれた。9世紀頃のグワリオールの寺院の壁に残る碑銘が「0」の最古の例とされていたが、バクシャーリー写本の年代が放射性炭素年代測定によって3-4世紀であることが判明したため、年代が約500年さかのぼった。これがアラビアに伝播し、フワーリズミーの著作のラテン語訳 羅: Algoritmi de numero Indorum により「アラビア数学」の「0」として西欧に広まっていった。
中国・インド・中東・ヨーロッパを除いて、数や空位を表す記号としての「0」を確立した地域としては、マヤ文明が代表例である。マヤ数字は二十進法を用いたが、「0」を意味する記号として貝殻に似た模様 が用いられた。二十は「点1つの下に貝殻模様」という位取り記数法であり、例えば十進表記の1616（二十進表記の40G）は上から順に「点(一)が4つ | 貝殻模様 | 横棒(五)が3つ + 点(一)が1つ」という形式で表記された。
中国では算木が紀元前から使われており、位取り記数法が確立していたが、空位は空白で表していた。算木を実際に使うときは誤解がないが、それを書写するときは紛らわしい。後に空位を「〇」と書くようになった。これはインドの「0」が輸入されたとも、元々、漢文で空白を表す「囗」が「〇」に変化したともいう。漢数字#〇を参照。

## 数学における 0 の使用

### 初等代数学
数の 0 は最小の非負整数である。0 の後続の自然数は 1 であり、0 より前に自然数は存在しない。数 0 を自然数に含めることも含めないこともあるが、0 は整数であり、有理数であり、実数（あるいは代数的数、複素数）である。
数 0 は正でも負でもなく、素数でも合成数でも単数でもない。一方、0 は偶数である。
以下は数 0 を扱う上での初等的な決まりごとである。これらの決まりは x を任意の実数あるいは複素数として適用して構わないが、それ以外の場合については何も言及していないということについては理解されなければならない。
- 加法: x + 0 = 0 + x = x. つまり 0 は加法に関する単位元である。
- 減法: x − 0 = x, 0 − x = −x.
- 乗法: x · 0 = 0 · x = 0.
- 除法: x が 0 でなければ 0⁄x = 0 である。しかし x⁄0 は、0 が乗法に関する逆元を持たないために、（従前の規則の帰結としては）定義されない（ゼロ除算を参照）。実数の範囲で考えるならば、正の数 x に対し、商 x⁄y の y を 0 に正の側から近づけるならば、商の値は正の無限大に向かって限りなく増加する。一方 y を負の側から 0 に近づければ、商の値は負の無限大に向かって限りなく減少する。記号で書けば、{\displaystyle {\begin{aligned}x>0&\implies \lim _{y\to 0^{+}}{x \over y}=+\infty ,\\x>0&\implies \lim _{y\to 0^{-}}{x \over y}=-\infty \end{aligned}}}が成立する。
- 冪乗: x = 0 の場合にきちんと定義できないまま残される文脈があること（0の0乗を参照）を除けば、x0 = 1 である。任意の正の実数 x に対して 0x = 0 である。
- 0⁄0 なる式が、f(x)⁄g(x) の形の式の極限を決定しようとするなかで、それぞれ独立に分子分母の極限を取った結果として現れるかもしれない。これは不定形（英語版）と呼ばれる。これは単に必ずしも極限が求まらないということを意味するものではなく、むしろ f(x)⁄g(x) の極限は、それが存在するならば、ロピタルの定理のような別の方法によって求めるべきであるということを意味する。
- 0 個の対象の和は 0 であり、 0 個の対象の積は 1 である。階乗 0! は 1 と評価される。
- 0 = 13 − 12 = 03 − 02、次は4。(オンライン整数列大辞典の数列 A045991)
- フィボナッチ数列では、0 は 1 の前者である。
- 図形数では、1 の前に 0 を含めることがある。
- 1桁は全て回文数である。そのため、0 も回文数である。
- 三角関数、三角比では０度を表す。

### 数学におけるその他の用法
- 集合論では 0 は空集合の濃度である。ある人が林檎を一つも持っていないならば、その人は 0 個の林檎を持っている。実際のところ、集合論から展開されるある種の数学では 0 は空集合のこととして定義される。こう定義したとき、0 としての空集合は元を持たない集合としての空集合に対するフォンノイマンの基数割り当て（英語版）であり、空集合に対する濃度は 0 個の元を持つという意味が割り当てられた値としての空集合を返す。
- 同じく集合論で、0 は最小の順序数であり、空集合を整列集合とみなしたものに対応する。
- 命題論理では 0 を真理値が偽であることを表すのに用いる。
- 抽象代数学では 0 は一般に（考えている構造において定義されているならば）加法に関する単位元としての、あるいは乗法に関する吸収元としての、零元を表すのに用いられる。
  - 例えば線型代数学において零写像 0, すなわち定義域 V の任意の元を値域 W の零ベクトルに写す線型写像は、V から W への線型写像の成す線型空間 Hom(V, W) の零元である（零射も参照）。また零行列を 0 で表すこともある。
- 同じく抽象代数学において、零元のみからなる部分代数系 {0} を 0 で表すことがある。（零対象 (代数学)（英語版）も参照）
- 束論では 0 は有界束の最小元を表すのに用いられる。
- 圏論では 0 は圏の始対象（特に零対象）を表すのに用いられる。
- ゲーデル数では、0 は空文字列を意味する。

## 自然科学における 0 の使用

### 物理学における使用
多くの物理量において 0 は特別な値であるが、それは物理的な必然性を持って設定されることもあれば、何らかの任意の基準を適当に割り当てることもある。例えば熱力学温度における 0 度は理論的な最低温度（絶対零度）である一方、セルシウス度の 0 度は（数ある物質の中から）水の融点を選んで定義されている。
音の強さの単位であるデシベルやホンは、基準として選んだ音の強さ（例えば、人間が聞き取れる最小の音量）を 0 と定めての相対値である。これは、倍率の表現に指数を使っているからである。すなわち「基準の1倍」が「基準の、(10のゼロ乗)倍」だからである（底としては10の他に2やeなどの場合もある）。
零点振動は量子力学（不確定性原理）において許される最低のエネルギー状態における原子の振動である。

## コンピュータにおける 0 の使用
初期の、FORTRAN や COBOL などのプログラミング言語では、配列の添字は 1 から始める方式であった（「1オリジン」という）。しかし、1950年代後半の時点で既に ALGOL 58 が柔軟な配列の添字（正、負、0 のいずれの整数も可）を導入している。現代の多くの言語は「0オリジン」であり、例えばC言語では、n 個の要素を持つ配列の添字は 0 から n-1 までである。0オリジンには、配列の先頭アドレスに単に添字を足すだけで、その要素の位置を求めることが出来る利点がある。一方でBASICのように、古い標準（JIS C 6207-1982「基本BASIC」）では0オリジンだったのに、新しい標準（JIS X 3003:1993「Full BASIC」）では（変更可能だが）1オリジンがデフォルト、と逆行した例もある。
ヌルポインタはどんなオブジェクトも指さないポインタである。C言語においては整数定数の 0 がポインタの文脈で解釈されるとヌルポインタとなる。これは単なる記法であり、実際には計算機環境に適合した内部表現のヌルポインタが作られる（0番地と決まっているわけではない）。
0 はしばしばコンピュータにおいて特別な意味を持つ。C言語を始めとする多くの言語では、真偽値として評価する文脈において 0 は偽を意味すると判断される（0以外の全ての値は真と判断される）。一方、プログラムが戻り値として 0 を返した場合は正常終了と見なされる事が多い。errnoなどのエラーコードにおいても 0 は「エラーでない」の意味によく割り当てられる。コードポイントの 0 ('\0')はヌル文字であり、文字列の終端を意味する。
−0 は、普通の算術では 0 とまったく同じものであるが、1の補数など、表現方法によっては別の表現が与えられることがある（現代の多くのコンピュータで採用されている2の補数では区別はない）。また、多くの浮動小数点数では、-0.0 は別のものとして扱われることがある（詳細は「IEEE 754における負のゼロ」の記事を参照）。

## その他 0 に関すること

国際信号旗での 0

- 慣用表現では、「無」以外にも「始まり」との意味で 0 が使われる事もある。例：「零時点」「0からやり直す」
- 日本では、市外局番の前の 0 は国内通話を表す（国内プレフィックス）[注 6]。
  - 日本では特殊サービス番号（フリーダイヤル、ナビダイヤルなど）、電話会社選択サービス（マイライン）の事業者識別番号（0077、0088など）の先頭にも 0 が使われる。
  - 企業等で建物構内に設置される構内交換設備（PBX）を用いて内線を確保している場合、内線から外線に切り換えるときに、相手先の電話番号の前に付ける信号として用いられる番号は 0 が多い。（0（ゼロ）発信）
- アマチュア無線のコールサインは、所属国を表すITUプレフィックスの後に地域を表す数字が続くが、これが"0"（ゼロ）の場合に"O"（オー）と区別するために前述の斜線付きゼロで表記する習慣がある。
- 日本語では 0 の形から部屋番号や電話番号を言うとき「まる」と読むことがある（例：「数字のまる」（通話表）、「いち・まる・きゅう」、「なな・さん・まる」）。その他日常的にも「れい」よりも「ゼロ」を使うことが多い。同様に英語では、アルファベットの O に似ているため「オー」 (oh) と読むことがある。
  - ABO式血液型のO型は、零という意味である（A抗原およびB抗原を発現する遺伝子が無い）。
  - その他にも 0 を意味する O が用いられる事がしばしばある。例：性染色体の分類XO型やZO型など、他。
- 0番ゲージは鉄道模型の規格名称。１番ゲージよりも軌間と縮尺が小さい規格として命名された。現在ではラテン文字の「O (オー) 」を用いOスケールやOゲージと呼称されることが多いが、元来は数字で表された規格名称。
- 新幹線0系電車は東海道・山陽新幹線で運行されていた新幹線車両。1964年～2008年までの44年間運行された。（東海道新幹線は1999年まで）営業用の新幹線車両としては初代となる。
- 日本海軍が、神武暦の下二桁が 00 となる年に採用した戦闘機等につけられる名称。例：零式艦上戦闘機（零戦）。（→皇紀2600年、西暦1940年）
- 日付は序数なので、通常は0月や0日は存在しない。
- 年数は序数なので、通常は0年は存在しない。西暦であれ皇紀であれ、1年（元年）の前は紀元前1年である。しかし、日付と時刻の表記に関する国際標準規格である ISO 8601 では、紀元前1年を0年とし、それ以前は負数として扱う（紀元前 2 年は −1 年とする。）紀年法が用いられる。これは天文学的紀年法と呼ばれる。
  - インド国定暦には0年が存在する。
- 電気抵抗が 0 となる現象を超伝導という。
- 物質における最低温度を絶対零度 (−273.15℃) という。絶対零度 = 0K である。
- 地球から見て太陽の視黄経が0度となる瞬間は二十四節気の春分でグレゴリオ暦3月21日頃。
- 現代では、名詞に 0 や「ゼロ」「ZERO」「零」が付記されることで、機能・性能などの面で優位性を持つことを示す形容詞的用法がある。特にサブカルチャーの分野においてはこの傾向が多くみられる。
- シリーズものの作品では、タイトルに 0 が付属するものは外伝的、もしくは過去の話であることが多い。例えば南国少年パプワくん特別編第 0 話、ルパン三世 EPISODE:0、8（エイト） など。
- 0 はその特殊な位置付けから、ウェイト版タロット（タロー）では「愚者」という、他のカードに比べてトリックスター的な役割を与えられている。
- 花札を用いて行われるゲームの一つおいちょかぶでは、0 を「ブタ」と呼ぶ。
- 日本プロ野球で初めて背番号「0」を使用した選手は、1983年、広島東洋カープの長嶋清幸である。0は背番号に使われる数で最も小さな数で、一桁の「0」のほかに二桁の「00」も認められている。現行の制度では、支配下選手には「01」などの使用は認められていない。
- テニスでは、0点のことをラブと呼ぶ。これは、フランス語の“l'œuf（the egg）”「卵」にちなみ、「0」を卵の形にたとえたものである。また、一方が0点のまま試合が終了する事をラブゲームと言う。
- 野球に関する0
  - ノーヒットノーランは、投手が被安打と失点を0に抑えて勝利すること。
  - 完全試合は、相手チームを一度も出塁させずに勝利すること。
- スポーツで相手の得点を0に封じることを「完封」と言う。
- 運転経歴証明書は「ゼロ免許証」と呼ばれる。

## 0 を始点とする概念
0 を始点とする概念や体系は、始点からの距離、間隔を測る場合に用いられる。主なものは以下の通り。
- 距離：里程標の0kmポストなど。
- 満年齢・周年
- 時刻：00時00分00秒

## 符号位置
| 記号 | Unicode | JIS X 0213 | 文字参照            | 名称                                           |
| ---- | ------- | ---------- | ------------------- | ---------------------------------------------- |
| 0    | U+0030  | 1-3-16     | &#x30; &#48;        | DIGIT ZERO                                     |
| ０   | U+FF10  | 1-3-16     | &#xFF10; &#65296;   | FULLWIDTH DIGIT ZERO                           |
| 〇   | U+3007  | 1-1-27     | &#x3007; &#12295;   | IDEOGRAPHIC NUMBER ZERO                        |
| ⁰    | U+2070  | -          | &#x2070; &#8304;    | SUPERSCRIPT ZERO                               |
| ₀    | U+2080  | -          | &#x2080; &#8320;    | SUBSCRIPT ZERO                                 |
| ٠    | U+0660  | -          | &#x660; &#1632;     | ARABIC-INDIC DIGIT ZERO                        |
| ۰    | U+06F0  | -          | &#x6F0; &#1776;     | EXTENDED ARABIC-INDIC DIGIT ZERO               |
| ༠    | U+0F20  | -          | &#xF20; &#3872;     | TIBETAN DIGIT ZERO                             |
| ๐    | U+0E50  | -          | &#xE50; &#3664;     | THAI DIGIT ZERO                                |
| 🄀︎    | U+1F100 | -          | &#x1F100; &#127232; | DIGIT ZERO FULL STOP                           |
| ⓪    | U+24EA  | -          | &#x24EA; &#9450;    | CIRCLED DIGIT ZERO                             |
| ⓿    | U+24FF  | -          | &#x24FF; &#9471;    | NEGATIVE CIRCLED DIGIT ZERO                    |
| 🄋    | U+1F10B | -          | &#x1F10B; &#127243; | DINGBAT CIRCLED SANS-SERIF DIGIT ZERO          |
| 🄌    | U+1F10C | -          | &#x1F10C; &#127244; | DINGBAT NEGATIVE CIRCLED SANS-SERIF DIGIT ZERO |
| 零   | U+96F6  | 1-46-77    | &#x96F6; &#38646;   | CJK Ideograph, zero; fragment, fraction        |
| 🄁︎    | U+1F101 | -          | &#x1F101; &#127233; | DIGIT ZERO COMMA                               |
| 𝟘    | U+1D7D8 | -          | &#x1D7D8; &#120792; | MATHEMATICAL DOUBLE-STRUCK DIGIT ZERO          |
| 𝟶    | U+1D7F6 | -          | &#x1D7F6; &#120822; | MATHEMATICAL MONOSPACE DIGIT ZERO              |
| 𝟎    | U+1D7CE | -          | &#x1D7CE; &#120782; | MATHEMATICAL BOLD DIGIT ZERO                   |
| 𝟢    | U+1D7E2 | -          | &#x1D7E2; &#120802; | MATHEMATICAL SANS-SERIF DIGIT ZERO             |
| 𝟬    | U+1D7EC | -          | &#x1D7EC; &#120812; | MATHEMATICAL SANS-SERIF BOLD DIGIT ZERO        |

## 他の表現法
| モールス符号 |
| －－－－－   |

|        |          | ⠚    |
| 信号旗 | 手旗信号 | 点字 |

## 関連文献
- 吉田 洋一『零の発見　数学の生い立ち』岩波書店〈岩波新書 赤版 R-13〉、1979年4月20日（原著1939年）。ISBN 978-4-00-400013-6。